# Seinō Tetsudō
Die Seinō Tetsudō (jap. 西濃鉄道株式会社 Seinō Tetsudō kabushiki-gaisha, „West-Nōshū-Eisenbahn Aktiengesellschaft“) ist eine japanische Bahngesellschaft mit Sitz in Ōgaki in der Präfektur Gifu. Sie ist im Schienengüterverkehr tätig und betreibt eine Linie auf dem Stadtgebiet von Ōgaki. 

## Unternehmen
Das Unternehmen transportiert überwiegend Kalkstein und Marmor, der am Berg Kinsei-san nordwestlich von Ōgaki abgebaut wird. Es betreibt die 1,3 km lange Ichihashi-Linie, die vom Bahnhof Mino-Akasaka nach Otomezaka führt. Sie ist kapspurig (1067 mm) und im Gegensatz zur daran anschließenden Mino-Akasaka-Linie nicht elektrifiziert. Bis 2006 betrieb die Seinō Tetsudō auch die von Mino-Akaska nach Hirui führende Hirui-Linie.
Die Eigentümerschaft ist sehr divers. Die wichtigsten Aktionäre per 31. März 2019 sind die Unternehmen Yabashi Dairiseki (11,9 %), Ueda Sekkai Seizō (7,0 %) und Yabashi Kōgyō (5,0 %). Andererseits ist die Seinō Tetsudō als Mehrheitsaktionärin an der Tarumi Tetsudō, der Betreiberin der Tarumi-Linie, beteiligt und somit indirekt auch im Personenverkehr tätig. Die Bezeichnung Seinō ist von der gleichnamigen, im Südwesten der Präfektur Gifu gelegenen Region abgeleitet.

## Fahrzeuge

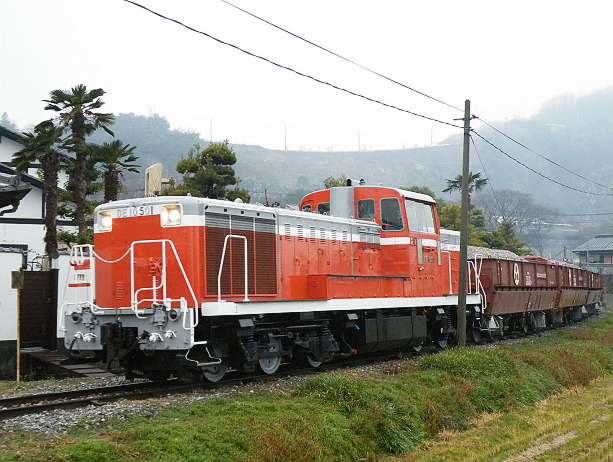
Diesellok DE10 501

Die Seinō Tetsudō verfügte im Jahr 2024 über drei Diesellokomotiven für den Schienengüterverkehr, und zwar je ein Exemplar der Baureihen DD40, DE10 und DD45. Das Depot befindet sich am Ausgangspunkt der früheren Hirui-Linie auf dem Gelände des Bahnhofs Mino-Akasaki.

## Geschichte
Seit der Edo-Zeit gehört der Kinsei-san zu Japans wichtigsten Abbaugebieten von Marmor und Kalkstein. Der Abtransport erfolgte zunächst mit Pferdekarren oder auf dem Wasserweg über den nahe gelegenen Fluss Kuise. Angesichts der begrenzten Transportkapazität und der stetig steigenden Nachfrage gründete sich am 15. Januar 1927 die Bahngesellschaft Seinō Tetsudō. Diese eröffnete am 17. Dezember 1928 die Ichihashi-Linie und die Hirui-Linie, die beide ihren Ausgangspunkt am Bahnhof Mino-Akasaka hatten und zu verschiedenen Verladestellen im Abbaugebiet führten. Nachdem die Seinō Tetsudō 1964 erstmals Diesellokomotiven eingesetzt hatte, endete zwei Jahre später der Dampfbetrieb. Am 31. März 2006 erfolgte die Stilllegung der Hirui-Linie.